# 2001年の音楽
2001年の音楽（2001ねんのおんがく）では、2001年の音楽分野に関する動向をまとめる。
2000年の音楽-2001年の音楽-2002年の音楽

## 詳細

### 2月
- 4日 - 同日付のオリコンシングルチャートで、エイベックス所属アーティスト（当時）の楽曲が10位以内に7曲ランクインした[1]。

### 3月
- 8日 - JUDY AND MARYが東京ドームのライブをもって解散。
- 19日 - 同日付のオリコンシングルチャートで、浜崎あゆみが再発8作を含む12作同時50位以内にランクインした。

### 4月
- 月中 - 鈴木あみ（現・鈴木亜美）が当時の事務所との民事訴訟等で、歌手活動を無期限休止。
- 9日 - 同日付のオリコンアルバムチャートにて宇多田ヒカル VS 浜崎あゆみの歌姫対決があり、宇多田が約300万枚で浜崎が約287万枚と僅差で宇多田の勝利という結果になった。
- 11日 - 松浦亜弥がシングル『ドッキドキ!LOVEメール』で歌手デビュー。
- 15日 - モーニング娘。から中澤裕子が卒業。
- 18日 - Coccoがシングル『焼け野が原』とアルバム『サングローズ』の同時発売を以て活動休止。
- 23日 - 同日付のオリコンシングルチャートにてゴスペラーズの「ひとり」が完全アカペラ曲で史上初オリコンチャート最高ランキング3位を記録した[注 1]。
- 25日
  - 坂本龍一の呼びかけにより、地雷ZEROのプロジェクトソング『ZERO LANDMINE』を発売。
  - 覚醒剤取締法違反により活動を休止していた槇原敬之がおよそ1年10ヶ月ぶりのシングルCD「桃」を発売。
  - 福山雅治が2年10ヶ月ぶりのアルバム『f』を発売。

### 5月
- 28日 - 日本で小田和正『LOOKING BACK 2』が井上陽水を抜き最年長首位記録（53年8ヶ月）を更新（当時）。
- 30日 - 韓国出身の女性シンガー、BoAがシングル『ID;Peace B』で日本CDデビュー。

### 7月
- 2日 - 同日付のオリコンシングルチャートで、三木道三の「Lifetime Respect」が1位にランクアップし、日本のレゲエ曲が初の1位となった。一方、オリコンアルバムチャートでは氷川きよしの『氷川きよし・演歌名曲コレクション 大井追っかけ音次郎～青春編～』が演歌アルバム週間売上新記録（当時）。男性演歌歌手としては26年ぶりのトップ6入り。

### 8月
- 月中 - 倉木麻衣が、爽健美茶のキャンペーンの連動企画で、完全招待制で全国ツアーを初めて開催する。
- 7日 - サザンオールスターズのギタリスト大森隆志が脱退。
- 12日 - EE JUMPのユウキが失踪事件を起こし、当面の間活動を自粛する。
- 24日 - SMAPの稲垣吾郎が公務執行妨害と駐車禁止による道路交通法違反で逮捕され、当面の間活動を自粛する。
- 26日 - モーニング娘。に高橋愛、紺野あさ美、小川麻琴、新垣里沙が加入。

### 9月
- 3日 - 同日付のオリコンアルバムチャートで、竹内まりや『Bon Appetit!』が松任谷由実を抜いて女性アーティストの最年長首位記録（46歳5ヶ月）を達成（当時）。
- 11日 - この日にアメリカ同時多発テロ事件が発生、これを受け4日前の9月7日に発売した鬼束ちひろのシングル「infection」のPR活動が中止になった。

### 10月
- 月中
  - SPEEDが、阪神・淡路大震災の復興イベントで一夜限りの再結成。
  - L'Arc〜en〜Cielが活動休止、各メンバーがソロ活動を開始。
  - BOØWYの解散ライブがビデオとDVDで発売。
  - モーニング娘。の紺野あさ美が音楽番組の収録中に怪我を負った。
- 8日 - 同日付で浜崎あゆみがシングル「Dearest」、リミックスアルバム『SUPER EUROBEAT presents ayu-ro mix 2』でオリコン史上2度目のシングル・アルバム初登場首位を獲得。
- 22日 - 同日付のオリコンシングルチャートのTOP10に3曲のHIP-HOPがランクインした（Steady&Co.「春夏秋冬」、RIP SLYME「One」、KICK THE CAN CREW「クリスマス・イブRap」）。
- 29日 - 同日付のオリコンアルバムチャートで、『WOMAN 2』が洋楽コンピレーションアルバムとして28年半ぶりの2週連続首位を果たした。

### 11月
- 19日 - 同日付のオリコンアルバムチャートで、CHEMISTRY『The Way We Are』が男性アーティストの1stアルバムとしては史上初の初動ミリオンを記録。

### 12月
- 月中 - FEEL SO BADが活動休止。
- 22日 - accessがこの日放送のNHK総合の歌番組「ポップジャム」に緊急出演、番組内で活動再開を宣言した。
- 31日 - 第52回NHK紅白歌合戦が放送された。紅組トリは和田アキ子、白組トリおよび大トリは北島三郎。えなりかずき、Gackt、CHEMISTRY、ゴスペラーズ、島津亜矢、ZONE、ザ・ドリフターズ、松浦亜弥、Re:Japanが初出場。

## 洋楽シングル
- アリーヤ「トライ・アゲイン」
- エンリケ・イグレシアス「ヒーロー」
- ジャネット・ジャクソン「オール・フォー・ユー」
- カイリー・ミノーグ「熱く胸を焦がして」
- スパイス・ガールズ「Holler」
- シャキーラ「ホウェネヴァー・ホウェアエヴァー」
- ブレイク・シェルトン「オースティン」

## 洋楽アルバム
- ビートルズ「1」
- バックストリート・ボーイズ『グレイテスト・ヒッツ・チャプター・ワン』
- カイリー・ミノーグ『フィーヴァー』
- ブリンク-182: Take Off Your Pants and Jacket|Take off your pants & jacket
- ブリトニー・スピアーズ: Britney
- クリード : Weathered
- デスティニーズ・チャイルド『サヴァイヴァー』
- D12: Devil's Night
- ダイド: No Angel
- エンリケ・イグレシアス : エスケイプ
- ゴリラズ : ゴリラズ
- ジャネット・ジャクソン『オール・フォー・ユー』
- マイケル・ジャクソン『インヴィンシブル』
- ジェイZ: The Blueprint|The blueprint
- ジェニファー・ロペス: J.Lo
- リンキン・パーク『ハイブリッド・セオリー』

## ジャズ
- ダイアナ・クラール「ザ・ルック・オブ・ラブ」

## クラシック
- ジョン・アダムス「ナンシーズ・ファンシー」

## 日本のシングル
- ミリオンセラーはシングル4作、アルバム22作。シングルは10年ぶりにミリオンセラーが10作を下回った。
- モーニング娘。関連ユニットが7作と好成績を示した。

### 年間TOP50
※集計期間 2000年12月4日付 - 2001年11月26日付
集計会社 オリコン
- 1位 宇多田ヒカル：「Can You Keep A Secret?」
- 2位 浜崎あゆみ：「M」
- 3位 CHEMISTRY：「PIECES OF A DREAM」
- 4位 桑田佳祐：「波乗りジョニー」
- 5位 モーニング娘。：「恋愛レボリューション21」
- 6位 桑田佳祐：「白い恋人達」
- 7位 浜崎あゆみ：「evolution」
- 8位 KinKi Kids：「ボクの背中には羽根がある」
- 9位 三木道三：「Lifetime Respect」
- 10位 ポルノグラフィティ：「アゲハ蝶」
- 11位 B'z：「ultra soul」
- 12位 MISIA：「Everything」
- 13位 Every Little Thing：「fragile／JIRENMA」
- 14位 浜崎あゆみ：「Endless sorrow」
- 15位 ミニモニ。：「ミニモニ。ジャンケンぴょん!／春夏秋冬だいすっき!」
- 16位 浜崎あゆみ：「NEVER EVER」
- 17位 浜崎あゆみ：「Dearest」
- 18位 ウルフルズ：「明日があるさ」
- 19位 CHEMISTRY：「Point of No Return／君をさがしてた 〜The Wedding Song〜」
- 20位 モーニング娘。：「ザ☆ピ〜ス!」
- 21位 ゴスペラーズ：「ひとり」
- 22位 ZONE：「secret base 〜君がくれたもの〜」
- 23位 KinKi Kids：「情熱」
- 24位 宇多田ヒカル：「FINAL DISTANCE」
- 25位 浜崎あゆみ：「UNITE!」
- 26位 BUMP OF CHICKEN：「天体観測」
- 27位 B'z：「GOLD」
- 28位 N.M.L.：「ZERO LANDMINE」
- 29位 平井堅：「KISS OF LIFE」
- 30位 CHEMISTRY：「You Go Your Way」
- 31位 GLAY：「GLOBAL COMMUNICATION」
- 32位 倉木麻衣：「Stand Up」
- 33位 ポルノグラフィティ：「サボテン」
- 34位 Mr.Children：「優しい歌」
- 35位 Dragon Ash：「「Lily's e.p.」」
- 36位 Mr.Children：「youthful days」
- 37位 後藤真希：「愛のバカやろう」
- 38位 MISIA+DCT：「I miss you 〜時を越えて〜」
- 39位 プッチモニ：「BABY! 恋にKNOCK OUT!」
- 40位 TOKIO／桜庭裕一郎：「メッセージ／ひとりぼっちのハブラシ」
- 41位 氷川きよし：「箱根八里の半次郎」
- 42位 モーニング娘。：「Mr.Moonlight 〜愛のビッグバンド〜」
- 43位 木村弓：「いつも何度でも／いのちの名前」
- 44位 J-FRIENDS：「I WILL GET THERE」
- 45位 矢井田瞳：「Look Back Again／Over The Distance」
- 46位 m-flo：「come again」
- 47位 タンポポ：「恋をしちゃいました!」
- 48位 嵐：「時代」
- 49位 GLAY：「STAY TUNED」
- 50位 氷川きよし：「大井追っかけ音次郎」

### インディーズシングル年間10
|      | 作品                                 | レーベル                       |
| ---- | ------------------------------------ | ------------------------------ |
| 1位  | Hi-STANDARD「Love Is A Battlefield」 | PIZZA OF DEATH RECORDS         |
| 2位  | 175R「From North Nine States」       | i hate Records/Limited Records |
| 3位  | 山嵐「WIDE VISION」                  | MEGAFORCE                      |
| 4位  | SHAKALABBITS「Let's PARTY!!」        | i hate Records/Limited Records |
| 5位  | POTSHOT「SMILE」                     | TV FREAK RECORDS               |
| 6位  | POTSHOT「PARTY」                     | TV FREAK RECORDS               |
| 7位  | GOING STEADY「東京少年」             | Libra Records                  |
| 8位  | RIP SLYME「白日XXX」                 | FILE RECORDS                   |
| 9位  | SHERBETS「三輪バギー」               | Sexy Stones Records            |
| 10位 | SHERBETS「カミソリソング」           | Sexy Stones Records            |

## 日本のアルバム

### 年間TOP50
※集計期間 2000年12月4日付 - 2001年11月26日付
集計会社 オリコン
- 1位 宇多田ヒカル：『Distance』
- 2位 浜崎あゆみ：『A BEST』
- 3位 サザンオールスターズ：『バラッド3 〜the album of LOVE〜』
- 4位 GLAY：『DRIVE-GLAY complete BEST』
- 5位 モーニング娘。：『ベスト! モーニング娘。1』
- 6位 Mr.Children：『Mr.Children 1992-1995』
- 7位 SMAP：『Smap Vest』
- 8位 MISIA：『MARVELOUS』
- 9位 LOVE PSYCHEDELICO：『THE GREATEST HITS』
- 10位 CHEMISTRY：『The Way We Are』
- 11位 Mr.Children：『Mr.Children 1996-2000』
- 12位 倉木麻衣：『Perfect Crime』
- 13位 ゴスペラーズ：『Love Notes』
- 14位 DA PUMP：『Da Best of Da Pump』
- 15位 L'Arc〜en〜Ciel：『Clicked Singles Best 13』
- 16位 鬼束ちひろ：『インソムニア』
- 17位 ビートルズ：『ザ・ビートルズ1』
- 18位 竹内まりや：『Bon Appetit!』
- 19位 B'z：『ELEVEN』
- 20位 ポルノグラフィティ：『foo?』
- 21位 平井堅：『gaining through losing』
- 22位 名探偵コナン『THE BEST OF DETECTIVE CONAN 〜名探偵コナン テーマ曲集〜』
- 23位 aiko：『夏服』
- 24位 JUDY AND MARY：『WARP』
- 25位 福山雅治：『f』
- 26位 Every Little Thing：『4 FORCE』
- 27位 Various Artists：『MAX BEST』
- 28位 Dragon Ash：『LILY OF DA VALLEY』
- 29位 JUDY AND MARY：『The Great Escape -COMPLETE BEST-』
- 30位 hitomi：『LOVE LIFE』
- 31位 小田和正：『LOOKING BACK 2』
- 32位 Do As Infinity：『DEEP FOREST』
- 33位 矢井田瞳：『Candlize』
- 34位 バックストリート・ボーイズ：『グレイテスト・ヒッツ・チャプター・ワン』
- 35位 m-flo：『EXPO EXPO』
- 36位 ABBA：『S.O.S.〜ベスト・オブ・アバ』
- 37位 中澤ゆうこ・タンポポ・プッチモニ・ミニモニ。：『Together! -タンポポ・プッチ・ミニ・ゆうこ-』
- 38位 Various Artists：『image（イマージュ）』
- 39位 KinKi Kids：『E album』
- 40位 浜田省吾：『The History of Shogo Hamada "Since1975"』
- 41位 井上陽水：『UNITED COVER』
- 42位 ゴスペラーズ：『Soul Serenade』
- 43位 Various Artists：『image 2』
- 44位 KinKi Kids：『D album』
- 45位 Cocco：『ベスト+裏ベスト+未発表曲集』
- 46位 THE YELLOW MONKEY：『GOLDEN YEARS Singles 1996-2001』
- 47位 Various Artists：『WOMAN 2』
- 48位 ジャネット・ジャクソン：『オール・フォー・ユー』
- 49位 shela：『COLORLESS』
- 50位 エアロスミス：『ジャスト・プッシュ・プレイ』

### インディーズアルバム年間10
|      | 作品                               | レーベル                           |
| ---- | ---------------------------------- | ---------------------------------- |
| 1位  | MONGOL800「GO ON AS YOU ARE」      | TISSUE FREAK RECORDS               |
| 2位  | SKA SKA CLUB「twelve ways to go」  | Sunny Life Records/Limited Records |
| 3位  | MONGOL800「MESSAGE」               | TISSUE FREAK RECORDS               |
| 4位  | EGO-WRAPPIN'「色彩のブルース」     | ミラーボール                       |
| 5位  | GOING STEADY「さくらの唄」         | Libra Records                      |
| 6位  | BUMP OF CHICKEN「THE LIVING DEAD」 | ハイラインレコーズ                 |
| 7位  | GOING STEADY「BOYS&GIRLS」         | Libra Records                      |
| 8位  | BRAHMAN「A MAN OF THE WORLD」      | ITACTICS                           |
| 9位  | B-DASH「FREEDOM」                  | i hate Records/Limited Records     |
| 10位 | B-DASH「「○」-マル-」              | i hate Records/Limited Records     |

## 日本のビデオ&DVD

### DVD
- 1位 宇多田ヒカル『BOHEMIAN SUMMER 2000』
- 2位 BOØWY『LAST GIGS』
- 3位 モーニング娘。『ライブレボリューション21春～大阪城ホール最終日～』
- 4位 宇多田ヒカル『UTADA HIKARU SINGLE CLIP COLLECTION VOL.2 UH2』
- 5位 浜崎あゆみ『ayumi hamasaki countdown live 2000-2001 A』
- 6位 倉木麻衣『FIRST CUT』
- 7位 浜崎あゆみ『SURREAL』
- 8位 浜崎あゆみ『M』
- 9位 椎名林檎『下剋上エクスタシー』
- 10位 ミニモニ。『ミニモニ。ジャンケンぴょん!』
- 11位 三人祭/7人祭/10人祭『ザ・三・7・10人祭』
- 12位 モーニング娘。『モーニング娘。のミュージカル LOVEセンチュリー -夢はみなけりゃ始まらない-』
- 13位 KinKi Kids『KinKi KISS Single Selection』
- 14位 浜崎あゆみ『evolution』
- 15位 KinKi Kids『風雲再起近畿小子2001台北演唱會 〜KinKi Kids Returns! 2001 Concert Tour in Taipei〜』
- 16位 浜崎あゆみ『Hamasaki Ayumi』
- 17位 モーニング娘。『GREEN LIVE』
- 18位 椎名林檎『発育ステータス 御起立ジャポン』
- 19位 B'z『Once upon a time in 横浜 〜B'z LIVE GYM'99 "Brotherhood"〜』
- 20位 JUDY AND MARY『JUDY AND MARY ALL CLIPS -JAM COMPLETE VIDEO COLLECTION-』
- 21位 aiko『ウタウイヌ』
- 22位 L'Arc〜en〜Ciel『CHRONICLE 2』
- 23位 ミニモニ。『ビデオ・ミニモニ。テレフォン! リンリンリン/ミニモニ。バスガイド』
- 24位 浜崎あゆみ『ayumi hamasaki concert tour 2000 A 第2幕』
- 25位 SMAP『LIVE S map』
- 26位 浜崎あゆみ『ayumi hamasaki concert tour 2000 A 第1幕』
- 27位 Dragon Ash『LILY DA VIDEO』
- 28位 aiko『Love Like Pop』
- 29位 GLAY『GLAY BEST VIDEO CLIPS 1994-1998』
- 30位 L'Arc〜en〜Ciel『CLUB CIRCUIT 2000 REALIVE -NO CUT-』

### ビデオ
- 1位 SMAP『LIVE Smap（限定版）』
- 2位 宇多田ヒカル『BOHEMIAN SUMMER 2000』
- 3位 倉木麻衣『Mai Kuraki&Experience First Live 2001 in Zepp Osaka』
- 4位 KinKi Kids『KinKi KISS 2 Single Selection』
- 5位 KinKi Kids『KinKi KISS 1 Single Selection』
- 6位 ミニモニ。『ミニモニ。ジャンケンぴょん!』
- 7位 KinKi Kids『風雲再起近畿小子2001台北演唱會～KinKi Kids Returns! 2001 Concert Tour in Taipei～』
- 8位 ジャニーズJr.『素顔3』
- 9位 モーニング娘。『ライブレボリューション21春～大阪城ホール最終日～』
- 10位 椎名林檎『下克上エクスタシー』
- 11位 BOØWY『LAST GIGS』
- 12位 浜崎あゆみ『SURREAL』
- 13位 パラパラオールスターズ『パラパラ・パラダイス2』
- 14位 L'Arc〜en〜Ciel『CHRONICLE 2』
- 15位 椎名林檎『発育ステータス 御起立ジャポン』
- 16位 GLAY『GLAY BEST VIDEO CLIPS 1994-1998』
- 17位 Dragon Ash『LILY DA VIDEO』
- 18位 浜崎あゆみ『ayumi hamasaki countdown live 2000-2001 A』
- 19位 ゆず『LIVE FILMS TOBIRA TOUR 2000〜2001』
- 20位 宇多田ヒカル『UTADA HIKARU SINGLE CLIP COLLECTION VOL.2 UH2』

Category:2002年のライブ・ビデオを参照

## カラオケ年間50 (日本)
- 1位 Every Little Thing「fragile」
- 2位 MISIA「Everything」
- 3位 ポルノグラフィティ「サウダージ」
- 4位 SMAP「らいおんハート」
- 5位 DA PUMP「If...」
- 6位 サザンオールスターズ「TSUNAMI」
- 7位 花*花「さよなら 大好きな人」
- 8位 浜崎あゆみ「ℳ」
- 9位 浜崎あゆみ「SEASONS」
- 10位 福山雅治「桜坂」
- 11位 CHEMISTRY「PIECES OF A DREAM」
- 12位 ウルフルズ「明日があるさ」
- 13位 宇多田ヒカル「Can You Keep A Secret?」
- 14位 aiko「ボーイフレンド」
- 15位 ポルノグラフィティ「アゲハ蝶」
- 16位 Whiteberry「夏祭り」
- 17位 小柳ゆき「あなたのキスを数えましょう 〜You were mine〜」
- 18位 KinKi Kids「ボクの背中には羽根がある」
- 19位 GLAY「ずっと2人で…」
- 20位 hiro「Treasure」
- 21位 モーニング娘。「恋愛レボリューション21」
- 22位 三木道三「Lifetime Respect」
- 23位 浜崎あゆみ「evolution」
- 24位 浜崎あゆみ「A Song for ××」
- 25位 桑田佳祐「波乗りジョニー」
- 26位 BUMP OF CHICKEN「天体観測」
- 27位 ゴスペラーズ「永遠に」
- 28位 浜崎あゆみ「SURREAL」
- 29位 CHEMISTRY「Point of No Return」
- 30位 ミニモニ。「ミニモニ。ジャンケンぴょん!」
- 31位 Kiroro「Best Friend」
- 32位 小柳ゆき「be alive」
- 33位 浜圭介と桂銀淑「北空港」
- 34位 ポルノグラフィティ「サボテン」
- 35位 後藤真希「愛のバカやろう」
- 36位 ZONE「Secret base 〜君がくれたもの〜」
- 37位 氷川きよし「箱根八里の半次郎」
- 38位 ゴスペラーズ「ひとり」
- 39位 平井堅「KISS OF LIFE」
- 40位 木の実ナナ&五木ひろし「居酒屋」
- 41位 鬼束ちひろ「月光」
- 42位 鬼束ちひろ「眩暈」
- 43位 三人祭「チュッ! 夏パ〜ティ」
- 44位 JUDY AND MARY「ラッキープール」
- 45位 モーニング娘。「I WISH」
- 46位 DA PUMP「Purple The Orion」
- 47位 慎吾ママ「慎吾ママのおはロック」
- 48位 モーニング娘。「ザ☆ピ〜ス!」
- 49位 the brilliant green「Angel song -イヴの鐘-」
- 50位 桜庭裕一郎「ひとりぼっちのハブラシ」

## 音楽配信 (日本)

### 音楽配信ゴールド認定シングル
| 作品名                                                 | 認定月             |
| トリプル・プラチナ                                     | トリプル・プラチナ |
| ------------------------------------------------------ | ------------------ |
| 夏川りみ「涙そうそう」（着うた）                       | 2011年4月          |
| ZONE「secret base 〜君がくれたもの〜」                 | 2019年8月          |
| ダブル・プラチナ                                       |                    |
| デスティニーズ・チャイルド「サヴァイヴァー」（着うた） | 2007年8月          |
| Kiroro「Best Friend」                                  | 2014年5月          |
| ポルノグラフィティ「アゲハ蝶」                         | 2018年2月          |
| プラチナ                                               |                    |
| Every Little Thing「fragile」（着うた）                | 2012年6月          |
| B'z「ultra soul」                                      | 2014年3月          |
| 宇多田ヒカル「Can You Keep A Secret?」                 | 2015年9月          |
| m-flo「come again」                                    | 2015年9月          |
| コブクロ「YELL〜エール〜」                             | 2018年3月          |
| CHEMISTRY「PIECES OF A DREAM」                         | 2021年8月          |
| ゴールド                                               |                    |
| 宇多田ヒカル「traveling」（着うた）                    | 2010年10月         |
| m-flo「come again」                                    | 2013年5月          |
| EXILE「Your eyes only 〜曖昧なぼくの輪郭〜」           | 2014年1月          |
| 尾崎豊「Forget-me-not」                                | 2014年1月          |
| 唐沢美帆「Way to Love」                                | 2014年1月          |
| ゴスペラーズ「ひとり」                                 | 2014年1月          |
| RIP SLYME「One」                                       | 2014年1月          |
| CHEMISTRY「You Go Your Way」                           | 2014年3月          |
| Skoop On Somebody「sha la la」                         | 2014年3月          |
| 浜崎あゆみ「Dearest〜Original Mix〜」                  | 2014年7月          |
| 浜崎あゆみ「evolution "Original Mix"」                 | 2014年7月          |
| 中島美嘉「STARS」                                      | 2014年11月         |
| 安室奈美恵「Say the word」                             | 2015年6月          |
| move「Gamble Rumble」                                  | 2015年7月          |
| くるり「ばらの花」                                     | 2015年8月          |
| 宇多田ヒカル「DISTANCE」                               | 2017年4月          |
| スガシカオ「夜空ノムコウ」                             | 2018年9月          |
| Do As Infinity「深い森」                               | 2019年8月          |

### ストリーミング認定シングル
| 作品名                         | 認定月     |
| ゴールド                       | ゴールド   |
| ------------------------------ | ---------- |
| ポルノグラフィティ「アゲハ蝶」 | 2022年12月 |
| 桑田佳祐「白い恋人達」         | 2023年1月  |
| シルバー                       |            |
| BUMP OF CHICKEN「天体観測」    | 2021年3月  |

## イベント
| 開催日               | タイトル                                                       |
| -------------------- | -------------------------------------------------------------- |
| 7月7日・8日          | 第19回 PEACEFUL LOVE ROCK FESTIVAL 2001                        |
| 7月20日・28日        | Augusta Camp 2001                                              |
| 7月22日              | MEET THE WORLD BEAT 2001                                       |
| 7月25日・27日・28日  | FUJI ROCK FESTIVAL 2001                                        |
| 8月1日・2日          | MONSTER baSH 2002                                              |
| 8月3日・4日・5日     | ROCK IN JAPAN FESTIVAL 2001                                    |
| 8月4日               | ARABAKI ROCK FEST.2001                                         |
| 8月4日・25日         | 横浜レゲエ祭 2001                                              |
| 8月11日              | Sky Jamboree 2001                                              |
| 8月13日              | Exciting Summer in WAJIKI 2001                                 |
| 8月17日・18日        | RISING SUN ROCK FESTIVAL 2001 in EZO                           |
| 8月18日・19日        | SUMMER SONIC 2001                                              |
| 8月25日・26日        | 瀬ッ戸STOCK2 サウンドマリーナ2001 Supported by au              |
| 8月25日・26日        | 9th Sunset Live 2001                                           |
| 8月27日・28日        | Golden Circle Vol.1（初回）                                    |
| 9月1日               | ロックロックこんにちは!! SPECIAL5 UMI(海)VERSAL STUDIO in KOBE |
| 9月2日               | RUSH BALL 2001                                                 |
| 9月8日               | WIRE01                                                         |
| 9月8日・9日          | 定禅寺ストリートジャズフェスティバル 2001                      |
| 9月9日               | KDDI presents SPACE SHOWER TV SWEET LOVE SHOWER 2001           |
| 10月9日              | Dream Power ジョン・レノン スーパー・ライヴ（初回）            |
| 10月13日・14日       | 朝霧JAM 2001                                                   |
| 10月19日・20日・21日 | MINAMI WHEEL 2001                                              |
| 12月1日              | Act Against AIDS 2001「THE VARIETY 9」                         |
| 12月31日             | 第52回NHK紅白歌合戦                                            |

### 日本武道館公演
- 1月1日 - 布袋寅泰
- 1月2日 - CASCADE
- 1月3日 - Janne Da Arc
- 1月4日 - エレファントカシマシ
- 1月9日・10日・12日・13日 - ボーイズIIメン
- 1月17日・18日・20日・21日 - Mr.Children
- 3月14日 - ボブ・ディラン
- 3月30日・31日・4月10日・11日 - TOKIO
- 4月19日・20日 - SOPHIA
- 4月23日 - 河村隆一
- 4月24日・25日 - SEX MACHINEGUNS
- 4月27日 - DIR EN GREY
- 5月23日・24日 - B'z
- 5月29日 - TRICERATOPS
- 6月26日・27日 - 松田聖子
- 7月11日・12日 - TUBE
- 7月17日・18日 - PIERROT
- 7月20日 - アリス
- 8月1日・2日・3日 - 松田聖子
- 9月9日 - ゴスペラーズ
- 9月21日 - 小柳ゆき
- 9月24日 - ポルノグラフィティ
- 10月2日 - レディオヘッド
- 10月5日 - 平井堅
- 11月9日 - アース・ウィンド・アンド・ファイアー
- 11月13日・15日 - エルトン・ジョン
- 11月28日・29日・30日・12月3日・4日・5日・10日・11日 - エリック・クラプトン
- 12月1日 - Act Against AIDS
- 12月12日 - SADS
- 12月14日・15日・16日 - 矢沢永吉
- 12月19日・20日 - 河村隆一
- 12月22日・23日・24日 - THE ALFEE
- 12月26日・27日 - 矢井田瞳
- 12月28日 - SIAM SHADE
- 12月29日 - BUCK-TICK
- 12月30日・31日 - 藤井フミヤ（31日は二部制）

### 東京ドーム公演
- 1月1日 - KinKi Kids
- 1月8日 - THE YELLOW MONKEY
- 3月7日・8日 - JUDY AND MARY
- 3月13日 - キッス
- 4月5日 - ボン・ジョヴィ
- 5月9日・10日 - 福山雅治
- 6月29日 - ゆず
- 7月6日・7日 - 浜崎あゆみ
- 9月22日・23日 - SMAP
- 11月19日・20日・21日 - バックストリート・ボーイズ
- 12月30日・31日 - KinKi Kids
- 12月31日 - J-FRIENDS

## 主要な賞
| 賞                               | 受賞作・受賞者 |                          |
| -------------------------------- | --- | ------------------------ |
| 第43回日本レコード大賞           | - 日本レコード大賞 - 浜崎あゆみ「Dearest」 - 最優秀歌唱賞 - 田川寿美「海鳴り」 - 最優秀新人賞 - w-inds.「Paradox」 - ベストアルバム賞 - ゴスペラーズ「Love Notes」 - 金賞 - Every Little Thing「fragile」 - 川中美幸「大河の流れ」 - 木村弓「いつも何度でも」 - 桑田佳祐「白い恋人達」 - DA PUMP「Steppin' and Shakin'」 - 天童よしみ「春が来た」 - 原田悠里「三年ぶりの人だから」 - 氷川きよし「大井追っかけ音次郎」 - hitomi「IS IT YOU?」 - hiro「Your innocence」 |                          |
| 第42回ゴールデン・アロー賞       | - 音楽賞 - つんく♂ - 新人賞（音楽） - CHEMISTRY、w-inds.、松浦亜弥 |                          |
| 第34回日本有線大賞               | - 日本有線大賞 - 浜崎あゆみ「Dearest」 - 最多リクエスト歌手賞 - 浜崎あゆみ「Dearest」 - 最多リクエスト曲賞 - 氷川きよし「大井追っかけ音次郎」 - 最優秀新人賞 - ZONE「secret base～君がくれたもの～」 |                          |
| 第15回日本ゴールドディスク大賞   | （対象期間 2000年2月1日 - 2001年1月31日） - 邦楽 - 浜崎あゆみ - 洋楽 - ザ・ビートルズ |                          |
| 第15回TEENS' MUSIC FESTIVAL      | - ティーンズ大賞・文部科学大臣奨励賞 - ANNE'S TOWN |                          |
| SPACE SHOWER MUSIC AWARDS 2002   | \| 賞 \| アーティスト・タイトル \| 監督 \| \| --------------------------- \| ----------------------------------------------------- \| ------------------------ \| \| VIDEO OF THE YEAR \| 宇多田ヒカル「traveling」 \| 紀里谷和明 \| \| BEST ALTERNATIVE VIDEO \| BBQ CHICKENS「SICK GUY/STUPID MAGAZINES」 \| UGICHIN \| \| BEST GROOVE VIDEO \| EGO-WRAPPIN'「サイコアナルシス」 \| 北岡一哉 \| \| BEST HIP HOP VIDEO \| RIP SLYME「楽園ベイベー」 \| groovisions \| \| BEST REGGAE VIDEO \| 三木道三「Lifetime Respect」 \| 秦太郎 \| \| BEST NEW ARTIST VIDEO \| KICK THE CAN CREW「クリスマス・イブRap」 \| 須永秀明 \| \| BEST INTERNATIONAL VIDEO \| ベースメント・ジャックス「WHERE'S YOUR HEAD AT?」 \| TRAKTOR \| \| BEST R&B VIDEO \| MISIA「Rhythm Reflection」 \| 丹下鉱希 \| \| BEST ELECTRO VIDEO \| Fantastic Plastic Machine「BEAUTIFUL DAYS」 \| MIHO KINOMURA \| \| BEST COMPUTER GRAPHIC VIDEO \| m-flo「Dispatch feat.Dev Large,Nipps&Vincent Galluo」 \| 中根ひろし（ELECROTNIK） \| \| BEST ANIMATION VIDEO \| 椎名林檎「真夜中は純潔」 \| 番場秀一 \| \| BEST ACT VIDEO \| ウルフルズ「明日があるさ」 \| 竹内鉄郎 \| \| BEST WEB SITE by beatrip \| 椎名林檎 \| \| \| BEST STORY VIDEO \| スケボーキング「YOU ARE GOD」 \| 須永秀明 \| \| BEST SHOOTING VIDEO \| JUDY AND MARY「PEACE -strings version-」 \| 河瀬直美 \| |                          |
| 第3回ライブスピカ                | - 年間チャンピオン - 谷本光 |                          |
| 第3回ホテルオークラ音楽賞        | - 受賞 - 徳永二男、森麻季 |                          |
| 第2回別宮賞                      | - 受賞 - 尾高惇忠 |                          |
| 第1回ALL JAPANリクエストアワード | - グランプリ - 浜崎あゆみ - 最優秀新人賞 - ZONE - 読売テレビ特別表彰 - 氷川きよし - 最優秀歌唱賞 - ゴスペラーズ - 最優秀エンターテイメント賞 - モーニング娘。 |                          |
| 賞                               | アーティスト・タイトル | 監督                     |
| VIDEO OF THE YEAR                | 宇多田ヒカル「traveling」 | 紀里谷和明               |
| BEST ALTERNATIVE VIDEO           | BBQ CHICKENS「SICK GUY/STUPID MAGAZINES」 | UGICHIN                  |
| BEST GROOVE VIDEO                | EGO-WRAPPIN'「サイコアナルシス」 | 北岡一哉                 |
| BEST HIP HOP VIDEO               | RIP SLYME「楽園ベイベー」 | groovisions              |
| BEST REGGAE VIDEO                | 三木道三「Lifetime Respect」 | 秦太郎                   |
| BEST NEW ARTIST VIDEO            | KICK THE CAN CREW「クリスマス・イブRap」 | 須永秀明                 |
| BEST INTERNATIONAL VIDEO         | ベースメント・ジャックス「WHERE'S YOUR HEAD AT?」 | TRAKTOR                  |
| BEST R&B VIDEO                   | MISIA「Rhythm Reflection」 | 丹下鉱希                 |
| BEST ELECTRO VIDEO               | Fantastic Plastic Machine「BEAUTIFUL DAYS」 | MIHO KINOMURA            |
| BEST COMPUTER GRAPHIC VIDEO      | m-flo「Dispatch feat.Dev Large,Nipps&Vincent Galluo」 | 中根ひろし（ELECROTNIK） |
| BEST ANIMATION VIDEO             | 椎名林檎「真夜中は純潔」 | 番場秀一                 |
| BEST ACT VIDEO                   | ウルフルズ「明日があるさ」 | 竹内鉄郎                 |
| BEST WEB SITE by beatrip         | 椎名林檎 |                          |
| BEST STORY VIDEO                 | スケボーキング「YOU ARE GOD」 | 須永秀明                 |
| BEST SHOOTING VIDEO              | JUDY AND MARY「PEACE -strings version-」 | 河瀬直美                 |

## デビュー

### 1月
- 1日 - DASEIN「夢つれづれ」
- 1日 - Brandnew Biscuits「partner“s”」
- 11日 - 真琴つばさ「EDEN～黄昏はなにも言ってくれない」
- 17日 - KAANA「Dear Sweet Love～夜明けと落日に～」
- 17日 - 金原千恵子「Silence」
- 17日 - Triangle below canal street「Shades Of Love」
- 17日 - ミニモニ。「ミニモニ。ジャンケンぴょん!/春夏秋冬だいすっき!」
- 24日 - iyiyim「ストロベリーティアーズ」
- 24日 - 石原千宝美「冬の匂いが消える頃」
- 24日 - 上坂弓恵「鹿児島本線」
- 24日 - WEST SIDE「WEST LOVE SHINE」
- 24日 - 篠龍「キャラだもん」
- 24日 - Schlaf「holy,holy」
- 24日 - 必殺ボルテージ「お葬式」
- 24日 - ピンクパンダー「STEP」
- 24日 - BENNIE K「Melody」
- 24日 - HOT SPiCE「BUTTERFLY」
- 24日 - MAJI NA DAMU「L3D(Last Three Days)」
- 24日 - RAPTURE「The search」
- 29日 - ザ・ストロークス「ザ・モダン・エイジ」
- 30日 - 茂木ミユキ「洪水」
- 31日 - アヴェンジド・セヴンフォールド「サウンディング・ザ・セヴンス・トランペット」
- 31日 - 岡北有由「咲イテ」

### 2月
- 7日 - ZONE「GOOD DAYS」
- 7日 - smorgas「ゴンドワナへの旅」
- 7日 - 黒幕&愛人「東京LOVE」
- 7日 - 田中理恵「garnet」
- 7日 - TSUKASA「OVER THE FUTURE」
- 7日 - YOJI BIOMEHANIKA「テクニカラーエナジーショウ」
- 7日 - Ripples「Kiss me baby」
- 15日 - DABO「拍手喝采」
- 21日 - ajapai「THE LOVER IN YOU」
- 21日 - 樹音「Rock’n Roll Soul」
- 21日 - DUB SQUAD「Versus」
- 21日 - Dope HEADz「GLOW」
- 21日 - ササキトオル「フラワー」「Bye Bye Bye」
- 22日 - 武田愛可「HOT MILK」
- 28日 - Kids Alive「雨」

### 3月
- 7日 - CHEMISTRY「PIECES OF A DREAM」
- 7日 - DJ TASAKA「LOOPA MIX mixed by DJ TASAKA」
- 7日 - ROCKING TIME「SONG BOOK」
- 7日 - CAVE「花びら」
- 14日 - w-inds.「Forever Memories」
- 14日 - sunaga t experience「クローカ」
- 14日 - 関東裸会 三羽烏「関東裸会の唄」
- 14日 - Lipless X Sister「パタパタ ママ Dance Remix“パラパラ ママ”Version」
- 17日 - cameramans「列島ep」
- 22日 - コブクロ「YELL〜エール〜/Bell」
- 22日 - RIP SLYME「STEPPER'S DELIGHT」
- 23日 - 阿里耶「ともだち」
- 23日 - S.Q.F.「pixie」
- 23日 - COO「青い赤」
- 23日 - GROUND REVERSE「TENGAKU」
- 23日 - KTU「What’s 8appen?」
- 23日 - tef tef「君をひとりじめ」
- 23日 - NEWTON CIRCUS「この世で…」
- 23日 - Youjeen「HEY JERKS」
- 28日 - 今井聖美「春色世界/Is it real?」
- 28日 - windy hill「無風」
- 28日 - 宇頭巻「TERROISM」
- 28日 - 奥田綾乃「キミがいるから…/Twinkle Trick」
- 28日 - capsule「さくら」
- 28日 - 後藤真希「愛のバカやろう」（ソロデビュー）
- 28日 - Re:Japan「明日があるさ」

### 4月
- 1日 - The d.e.p「Mr. No Problem」
- 11日 - 小久保淳平「Carey」
- 11日 - NINA ROCKS「世界が私を待ってるの」
- 11日 - 松浦亜弥「ドッキドキ!LOVEメール」
- 18日 - masumi「Cheap」
- 21日 - 奈良沙緒理「HAPPY FLOWER」
- 21日 - Paix2「風のように 春のように」
- 21日 - てれび戦士2001, 中田あすみ「きらいじゃ・ブギ」
- 25日 - 亜矢「HANDS」
- 25日 - ECHOES OF YOUTH「恋するために生まれた」
- 25日 - N.M.L.「ZERO LANDMINE」
- 25日 - エスカーゴ「六月のあなた」
- 25日 - ケツメイシ「ファミリア」
- 25日 - 古明地洋哉「ghost/ライラックの庭」
- 25日 - KOHKI「MORE MAGIC MORE MUSIC」
- 25日 - G-FREAK FACTORY「Northern Light Tribe」
- 25日 - the★tambourines「easy game」
- 25日 - Dt.「SPY」
- 25日 - dicot「ア☆イ☆ツ」
- 25日 - DEV LARGE「DEV LARGE PRESENTS MUSIC EVOLUTION α EP」
- 25日 - DOMINO88「Cartoon Cafe」
- 25日 - THE BACK HORN「サニー」
- 25日 - 百怪ノ行列「今日は凶です恐怖です」
- 25日 - MADOKA.「情熱」
- 25日 - ME-「桃の花びら」
- 25日 - Lita「蕾」
- 25日 - WORD「幾つかの感情と今」
- 25日 - 4l「Don’t Worry!」

### 5月
- 3日 - 榎本温子「Be My Angel」
- 9日 - 清家千晶「スミレ」
- 9日 - Siren「ambient lamp」
- 9日 - SHU「ANOTHER LIFE」
- 9日 - Les MAUVAIS GARCONNES「愛の賛歌」
- 16日 - CORE OF SOUL「Photosynthesis」
- 19日 - Sister MAYO「LOVE☆トロピカ～ナ」(再デビュー)
- 21日 - ブルー (ボーカルグループ)「オール・ライズ」
- 23日 - アキストゼニコ!「アキストゼネコ」
- 23日 - 遠藤章造と田中さん「悲しみの夜明け」
- 23日 - 餓鬼レンジャー「火ノ粉ヲ散ラス昇龍」
- 23日 - KICK THE CAN CREW「スーパーオリジナル」
- 23日 - KING BROTHERS「　」(通称:虹盤)
- 23日 - Good Luck Charm「月の鏡」
- 23日 - 小櫻舞子「恋する城下町」
- 23日 - 佐田真由美「pray/discovery」
- 23日 - 田村ゆかり「summer melody」
- 23日 - NIPPS「GALAXY PIMP 3000 feat. MURO」
- 23日 - hi*limits「ワイパー・ドライブ・フルボリューム」
- 23日 - 長谷実果「KISS」
- 23日 - 冬柴正則「MASA…Join Together」
- 23日 - MEVIUS「アイタイヨ～edge of my love～」
- 29日 - 樋口あゆ子「悲しい酒～美空ひばり・オン・ピアノ」
- 30日 - EGO-WRAPPIN'「満ち汐のロマンス」
- 30日 - Changin' My Life「Luv.Remix」
- 30日 - nothin' but love「Callin' you」
- 30日 - BoA「ID; Peace B」
- 31日 - IROHA「オタメゴカシックス」

### 6月
- 1日 - WATER GATE「NOTICE」
- 6日 - STEEL「BECAUSE...」
- 6日 - 田川伸治「A SURVIVED SCARECROW」(ソロデビュー)
- 6日 - Neo「Tiny Honey」
- 6日 - THE PAN「情熱/哀しみの雨」
- 6日 - 福原裕美子「What would I do」
- 6日 - 星野真里「ガラスの翼 〜星の金貨〜」
- 6日 - 松橋未樹「time stands still」
- 6日 - What's Love?「かえり路」
- 13日 - 松下萌子「夏色」
- 16日 - 夜光虫「mo’FUSiON」
- 20日 - キセル「夢」
- 20日 - DEE CHIKA「JUST WANNA HAVE」
- 20日 - 森久保祥太郎「The Answer」
- 20日 - Yae「new Aeon」
- 21日 - AUN「D.A.S.H～喜怒哀楽～」
- 21日 - 安藤希「PLACE」
- 21日 - catenine「Lipstick/Sunset」
- 21日 - 空気公団「融」
- 21日 - GOING UNDER GROUND「グラフティー」
- 21日 - CHANIWA「EVERLAST」
- 27日 - Electrical LOVERS「空想計画」
- 27日 - organs café「CACALIA」
- 27日 - PAPA B「WHO AM I?」
- 29日 - PAPA'S MILK「LOOP 2」

### 7月
- 4日 - amon「真夏の夜の夢」
- 4日 - S.P.C.「KILLAH KILLAH」
- 4日 - ファンキー松田「オレのうたを聴いてくれ!!」
- 4日 - 有里知花「hana」
- 4日 - RUN&GUN「LAY-UP!」
- 7日 - BLEACH「踊る首」
- 11日 - 広沢タダシ「手のなるほうへ」
- 18日 - 伊藤サチコ「宿題」
- 18日 - 木村弓「いつも何度でも/いのちの名前」
- 18日 - Steady&Co.「Stay Gold」
- 18日 - TETSU69「wonderful world/TIGHTROPE」（ソロデビュー）
- 18日 - 松浦友也「アイスクリーム」
- 20日 - Emmie the Stripper「DEEP INSIDE」
- 20日 - 360°（さぶろく）「風の封印」
- 21日 - 素一「礎～いしずえ～」
- 21日 - なまず「明日をのせて」
- 25日 - 新垣勉「さとうきび畑」
- 25日 - SiSTA「バン・バン・バン」
- 25日 - The 3peace「RADICAL LOVE RHYME」
- 25日 - SOFTBALL「JUST TRY IT」
- 25日 - 高実華子「ON THE FIRST」
- 25日 - Two-Faced「あるきはじめたジュリエット」
- 25日 - Tommy february6「EVERYDAY AT THE BUS STOP」（ソロデビュー）
- 25日 - BAT CAVE「people,GET BACK」
- 25日 - ピカピカ「ウルトラメンゴ!!」
- 25日 - fOUL「Husserliana」
- 25日 - Brandnew Little Toys「チェリア」
- 25日 - FULLGAIN「soloray」
- 25日 - MAKOTO(真箏)「MAKOTO」
- 25日 - MODE「SECRET HEART」
- 25日 - MONORAL「IN STEREO」

### 8月
- 1日 - 京田未歩「ゆううつな熱帯魚」
- 1日 - 3.6MILK（さんてんろくみるく）「3.6MILK」
- 1日 - 中川晃教「I WILL GET YOUR KISS」
- 1日 - 野川さくら「そよ風のロンド」
- 1日 - MEPHISTOPHELES「METAL ON METAL」
- 1日 - U-ri「METAMORPHOSISE」
- 1日 - YOGURT-pooh「ビジネスサーファ」
- 1日 - LUNCH TIME SPEAX「CHASE」
- 8日 - 鳳山雅姫「渇いた胸」
- 8日 - RINO LATINA II「R.L.II」
- 22日 - i miyakawa with Nigel Ollson「Take a chance」
- 22日 - Ann「碧い空」
- 22日 - inconnue（アンコニュ）「運命」
- 22日 - A-my「Follow Winds」
- 22日 - 小田部亜弥 with Misty「愛を信じて」
- 22日 - 大路紗緒「Overflow」
- 22日 - CLOVER(椛田早紀ユニット)「あたりまえのこと」
- 22日 - Gemini「沖のニシン」「ジェミニ計画」
- 22日 - そらいろのきりん「たった一度の誕生日」
- 22日 - ドラム&ラヴ「エクジット・ブルックリン」
- 22日 - Hipp's「Go!Go!Girl!」
- 22日 - 山田純大「YOU’RE NOT ALONE」
- 29日 - MARBLE TONE「Confusion Mind～潜在的可塑性～/eighteen」

### 9月
- 5日 - 音羽しのぶ「しのぶの渡り鳥」
- 5日 - sisters「失えないもの」
- 7日 - 上妻宏光「AGATSUMA
- 12日 - GABALL「REPRESENT 01」
- 12日 - 畠山美由紀「輝く月が照らす夜」
- 12日 - Hermann H.&The Pacemakers「言葉の果てに雨が降る」
- 19日 - Sound Schedule「吠える犬と君」
- 19日 - SUCK DOWN「SANCTUARIC」
- 19日 - Chesoon「SUPERSTAR」
- 19日 - なおと「Growing up‼︎」
- 19日 - BONITA「Romance」
- 19日 - 舞「古歌」
- 19日 - MiMyCEN「MiMyCEN」
- 21日 - 磯崎健史「DASH」
- 21日 - Fried Pride「Fried Pride」
- 21日 - MO'SOME TONEBENDER「HELLO」
- 26日 - Will Call「路傍」
- 27日 - EXILE「Your eyes only 〜曖昧なぼくの輪郭〜」
- 27日 - yukihiro「ring the noise」(ソロデビュー)

### 10月
- 3日 - 上杉徹「CRESC.(クレッシェンド)」
- 3日 - 屑「可燃物」
- 3日 - 高瀬大介「またぞろ一人」
- 3日 - FLAME「ムネノコドウ」
- 3日 - REVOLVER FLAVOUR「THEME FROM THE REVOLVER FLAVOUR」
- 6日 - ルルティア「愛し子よ」
- 16日 - ちゃい夢「チェキラ!」
- 17日 - THE★SCANTY「レディースナイト」
- 17日 - SCREAMING SOUL HILL「KEMURI/Attitude」
- 17日 - HYDE「evergreen」(ソロデビュー)
- 17日 - 藤田恵美「夢見る朝～ドボルザーク「母が教えてくれた歌」より～」（ソロデビュー）
- 17日 - 森広隆「ただ時が経っただけで」
- 21日 - saori「Berangkat」
- 24日 - 青山香織「SHAKING LOVE」
- 24日 - キンモクセイ「僕の行方」
- 24日 - Sepa「Y・M・J・S」
- 24日 - face to ace「MISSING WORD」
- 24日 - フランジャーズ「ライラック」
- 24日 - Mean Machine「スーハー」
- 24日 - Loud-03「Just Boom」
- 26日 - uinona「uinona」
- 31日 - 上原あずみ「青い青いこの地球に」
- 31日 - ガレッジセール「天下無敵のゴーヤーマン☆」
- 31日 - 柴田淳「ぼくの味方」
- 31日 - The Tripmeter「ガーネット」
- 31日 - P.I.MONSTER「Shout!」
- 31日 - Plum Planets「MIDNIGHT COWGIRL」
- 31日 - MR.ORANGE「SPIN ME OUT」

### 11月
- 7日 - 天野月子「菩提樹」
- 7日 - くず「ムーンライト」
- 7日 - 中島美嘉「STARS」
- 7日 - 拝郷メイコ「トマトスープ」
- 7日 - LIL'VIV「MARRY ME?」
- 14日 - 白鳥マイカ「TOMORROW」
- 16日 - 才谷ゆきこ「I always wait for you」
- 17日 - RHYMESTER「ロイヤル・ストレート・フラッシュ」
- 21日 - アンサンブル・プラネタ「アンサンブル・プラネタ」
- 21日 - GATS TKB SHOW「TKBのテーマ HAVE A GOOD TIME」
- 21日 - 白鳥マイカ「Shelter」
- 21日 - Double Famous「SOUVENIR」
- 21日 - FiN-ToNg「FiN-ToNg」
- 21日 - 藤岡正明「交差点」
- 21日 - BREATH「瞳にくぎづけ」
- 21日 - Miss Monday「MONDAY FREAK」
- 21日 - 森谷佑子「DEAR」
- 28日 - AI-SACHI「BEFORE DAWN」
- 28日 - UNDOWN「UNDOWN2 PEACE AND LOVE」
- 28日 - SOUL TIGER「scream」
- 28日 - Nyle「fake」
- 29日 - ハックルベリーフィン「ハリケーン」

### 12月
- 5日 - あびる優「エイエイプー!」
- 5日 - 植田佳奈「Over the FANTASY」
- 5日 - GOタリモ&ミニカレー「恋の400Mカレー」
- 5日 - 12.ヒトエ「GIMMIE SHELTER」
- 5日 - MASTER MIND「THE WAY I GO」
- 5日 - ママスタジヲ「ママスタジヲのママスタジヲ」
- 5日 - ラヴァーフェニックス「ヒマワリ」
- 5日 - Retro G-Style「Life」
- 6日 - mushroom「ラジオから…」
- 12日 - 川上つよしと彼のムードメイカーズ「Tsuyoshi Kawakami & His Moodmakers」
- 12日 - JETTER 3「これからのうた」
- 12日 - DAN「Swinging Alive」
- 12日 - Wyse「the Answer in the Answers」
- 16日 - 陰陽座「月に叢雲花に風」
- 19日 - INSPi「Cicada's Love Song」
- 19日 - 佐藤直紀「X-エックス- ORIGINAL SOUNDTRACK I」
- 19日 - Heartsdales「So Tell Me」
- 19日 - ミナコ「サックイットティルユアライフエンズ 又は 死ぬまでそのままやっていろ」
- 19日 - RISE FROM THE DEAD「COME ON SKY」
- 19日 - RAG FAIR「I RAG YOU」
- 21日 - 秋川雅史「パッシオーネ〜復活の歌声」
- 21日 - 藤原道山「UTA」

### 新人セールス (日本)
シングル
1. CHEMISTRY／232.1万枚
2. ミニモニ。／108.万枚
3. ZONE／74.5万枚
4. w-inds.／62.9万枚
5. Steady&Co.／54.5万枚
6. RIP SLYME／47.2万枚
7. 木村弓／40.4万枚
8. Re:Japan／34.7万枚
9. 松浦亜弥／30.8万枚
10. 三人祭／30.8万枚
11. コブクロ／29.8万枚
12. カントリー娘。に石川梨華(モーニング娘。)／23.5万枚
13. 7人祭／22.6万枚
14. EXILE／22.0万枚
15. 10人祭／20.2万枚
16. はっぱ隊／19.4万枚
17. ケツメイシ／19.3万枚
18. ロンドンブーツ1号2号／18.2万枚
19. 中島美嘉／17.4万枚
20. KICK THE CAN CREW／14.8万枚
21. RIKKI／13.0万枚
22. 中川晃教／11.5万枚
23. BoA／9.9万枚
24. 小林幸恵／9.0万枚
25. 倖田來未／7.7万枚
26. 上原あずみ／6.2万枚
27. Will Call／5.9万枚
28. 星野真里／5.5万枚
29. 関東裸会 三羽烏／5.5万枚
30. FLAME／5.4万枚
31. Dope HEADz／5.1万枚
32. STEEL／5.0万枚
33. Mean Machine／4.3万枚
34. 福原裕美子／4.3万枚
35. ユウナ&ティーダ／3.9万枚
36. 松橋未樹／3.8万枚
37. ASAYAN超男子、川畑・堂珍／3.6万枚
38. ASAYAN超男子、堂珍・ネスミス／3.5万枚
39. ASAYAN跳弾し、ネスミス・藤岡／3.4万枚
40. REVOLVER FLAVOUR／3.3万枚
41. SOFTBALL／3.2万枚
42. Les MAUVAIS GARCONNES／3.0万枚
43. WEST SIDE／2.7万枚
44. Brandnew Biscuits／2.6万枚
45. DASEIN／2.6万枚
46. revenus／2.4万枚
47. GOING UNDER GROUND／2.2万枚
48. Changin'My Life／2.1万枚
49. てん・むす／2.1万枚
50. 村田亮／2.1万枚

アルバム
1. CHEMISTRY／154.3万枚
2. RIP SLYME／26.7万枚
3. EGO-WRAPPIN'／13.5万枚
4. B-DASH／10.7万枚
5. コブクロ／10.1万枚
6. チン☆パラ／8.7万枚
7. ケツメイシ／6.8万枚
8. ぽち／6.1万枚
9. NITRO MICROPHONE UNDERGROUND／5.9万枚
10. BBQ CHICKENS／5.5万枚
11. Mean Machine／4.4万枚
12. DJ MASTERKEY／3.9万枚
13. 餓鬼レンジャー／3.8万枚
14. DOMINO88／3.5万枚
15. DJ OASIS／3.3万枚
16. DABO／3.2万枚
17. SCHWEIN／2.7万枚
18. GOING UNDER GROUND／2.6万枚
19. 川畠成道／2.1万枚
20. Dope HEADz／2.1万枚
21. 小林幸恵／1.7万枚
22. DASEIN／1.4万枚
23. 岡北有由／1.0万枚
24. Youjeen／0.9万枚
25. THE BACK HORN／0.9万枚
26. 宇頭巻／0.9万枚
27. The d.e.p／0.7万枚
28. YOGURT-pooh／0.6万枚
29. smorgas／0.5万枚
30. akiko／0.4万枚

## 結成

### アイドル・ガールズグループ・ボーイバンド
- ☆☆I★N★G★進行形（ - 2001年）
- AI-SACHI（ - 2002年）
- S.H.E
- F4（ - 2004年、2007年 - 2008年）
- KAT-TUN
- キス（ - 2002年）
- jtL（ - 2003年）
- ジュエリー（ - 2015年）
- Sugar（ - 2006年）
- Bachicco!（ - 2008年）
- Hipp's（ - 2002年）
- HOP CLUB（ - 2015年）
- ミニハムず（ - 2003年）
- Ya-Ya-yah（ - 2007年）

### バンド・音楽グループ・音楽ユニット（日本）
- ircle
- ICE BAHN
- A・cappellers（ - 2004年?）
- アツキヨ
- アニーポンプ（ - 2011年）
- APOGEE
- 天照（ - 2008年、2017年 - ）
- ［Alexandros］
- アンサンブル・プラネタ
- Will call（ - 2001年）
- WEST SIDE（ - 2003年）
- ウルトラキャッツ（ - 2002年）
- H.（ - 2015年?）
- EXILE
- S.M.N.
- N.M.L.（ - 2001年）
- All Japan Goith
- OGRE YOU ASSHOLE
- ORANGE RANGE
- ON/OFF（ - 2015年）
- COVER（ - 2004年）
- GALNERYUS
- 川上つよしと彼のムードメイカーズ（ - 2017年?）
- 関東裸会（ - 2001年?）
- Kissa Color（ - 2008年?）
- COOL JOKE（ - 2015年?）
- quasimode（ - 2015年）
- くず（ - 2006年）
- グッドモーニングアメリカ（ - 2020年）
- KUNI-KEN
- Cry&Feel it（ - 2006年）
- クリープハイプ
- CAVE（ - 2004年）
- ケイタク
- CHEMISTRY（ - 2012年、2017年 - ）
- Kra
- 子スペラーズ→BRIGHT（ - 2013年）
- kobose（ - 2017年?）
- The Ivory Brothers（ - 2005年?）
- ザ・ガールハント（ - 2010年?）
- ザ・キャプテンズ
- ザ・ルーズドッグス（ - 2010年）
- THE CRANE FLY
- THE STAND UP（ - 2008年、2012年 - 2013年）
- the★tambourines（ - 2009年）
- The d.e.p（ - 2001年、2010年）
- The Phanky OKstra（ - 2008年）
- THE RODEO CARBURETTOR（ - 2010年）
- SOUTH BLOW
- Sound Horizon
- 志磨参兄弟（ - 2017年）
- ji ma ma
- しゃるろっと（ - 2011年）
- SCHWEIN（ - 2001年）
- 手裏剣トリオ→手裏剣ジェット（ - 2008年?）
- 湘南乃風
- Jolly Jelly Fish（ - 2010年）
- 人格ラヂオ（ - 2012年）
- スカポンタス（ - 2008年）
- STEEL（ - 2002年）
- STEAL（ - 2012年?）
- Steady&Co.（ - 2001年）
- SNARE COVER
- SPORTS（ - 2007年）
- セカイイチ（ - 2023年）
- 瀬戸フィルハーモニー交響楽団
- 仙台貨物
- SOIL&"PIMP"SESSIONS
- SONALIO（ - 2022年）
- DARKSIDE MIRRORS（ - 2018年）
- wface（ - 2005年?）
- ChesterCopperpot（ - 2014年?）
- ちめいど
- チン☆パラ（ - 2004年）
- day after tomorrow（ - 2005年）
- Def Tech（ - 2007年、2010年 - ）
- Terry&SLANG
- trunk（ - 2016年）
- なっちゃんPEAK（ - 2006年）
- No Regret Life（ - 2013年）
- Nostalgic-Scopes（ - 2017年）
- KNOCK OUT MONKEY
- Vibes（ - 2005年）
- パウンチホイール
- BUG（ - 2012年）
- BAGDAD CAFE THE trench town
- baroque（ - 2004年、2011年 - 2020年）
- パワーパフソウルズ（ - 2001年）
- BIGMAMA
- 100s（ - 2010年）
- FunnySkash
- Family〜おかだ兄弟〜（ - 2009年、2015年 - ）
- FUNKIST
- FAKE?（ - 2017年）
- FoZZtone（ - 2015年）
- ぶどう÷グレープ
- BRIGHT（ - 2013年）
- Fried Pride（ - 2016年）
- BROWN SUGAR（ - 2016年）
- FRONTIER BACKYARD
- Base Ball Bear
- peppermints kiss cafe（ - 2003年）
- bonobos（ - 2023年）
- 松千（ - 2023年）
- マルガリマイク（ - 2008年）
- ムラマサ☆（ - 2009年）
- MERRY
- euphoria（ - 2017年?）
- ゆやゆよん（ - 2008年?）
- 吉田正記念オーケストラ
- Rice（ - 2018年）
- LACCO TOWER
- RADWIMPS
- RAM WIRE（ - 2016年）
- RENTRER EN SOI（ - 2008年）
- Re:Japan（ - 2002年）
- 琉球交響楽団
- Ray of Light（ - 2007年?）
- LES CLOCHES
- レトロ本舗
- LOST IN TIME
- LOSTAGE
- ROSSO（ - 2002年、2004年 - 2006年）
- ワタナベフラワー
- waffles
- Onelifecrew（ - 2019年?）

### バンド・音楽グループ・音楽ユニット（日本国外）
- アヴァター
- アソビ・セクス（ - 2013年）
- アレクシスオンファイア（ - 2012年、2015年 - ）
- エクリブリウム
- EPIK HIGH
- LCDサウンドシステム（ - 2011年、2015年 - ）
- オーディオスレイヴ（ - 2007年）
- カルテット・サンフランシスコ
- CLAZZIQUAI PROJECT
- クリプテリア（ - 2012年）
- サム・ガールズ（ - 2006年）
- ジ・アケイシャ・ストレイン
- ザ・クリブス
- ザ・ブラック・ダリア・マーダー
- ザ・ポスタル・サーヴィス（ - 2005年）
- The Jadu（ - 2006年）
- ジェット
- 65デイズオブスタティック
- Syd Matters
- シャインダウン
- 女子十二楽坊
- スイサイダル・エンジェルズ
- スタフライン・ハウコン
- タイ・エレファント・オーケストラ
- ディアハンター（ - 2019年）
- テクスチャーズ（ - 2017年）
- デス・フロム・アバヴ 1979（ - 2006年、2011年 - ）
- トキオ・ホテル
- トランジット・キングス
- パワー・クエスト（ - 2013年）
- バンコク・オペラ（ - 2008年）
- バンダナ（ - 2004年、2016年 - ）
- ヒルズボロ交響楽団
- フォール・アウト・ボーイ（ - 2009年、2013年 - ）
- ブラックガード
- ブラック・ストーン・チェリー
- ペルセフォネ
- ヴォルビート
- マーズ・ヴォルタ（ - 2012年、2022年 - ）
- マイ・ケミカル・ロマンス（ - 2013年、2019年 - ）
- マスタープラン
- マリアナス・トレンチ
- マンガ
- ミラス
- ミランダ!
- ラヴX
- レックレス・ラヴ

## 再結成
- ANTHEM
- ウィンガー
- エクソダス
- オーリアンズ
- ザ・ハプニングス・フォー
- ザ・ポーグス（ - 2014年）
- ジェーンズ・アディクション（ - 2004年）
- 頭脳警察（ - 2002年）
- セルティック・フロスト（ - 2008年）
- デス・エンジェル
- デッド・ケネディーズ
- 1910フルーツガム・カンパニー
- ヴァイオレンス（ - 2003年）
- ハノイ・ロックス（ - 2009年）
- ヒーゼン
- ヴィクセン
- フォビドゥン（年内限定）
- マグナム
- レベル42
- Y&T

## 解散・活動休止
- 1月29日 - Madeth gray'll
- 1月 - 新世界楽曲雑技団
- 2月 - Keno
- 3月8日 - JUDY AND MARY
- 3月30日 - Raphael
- 3月31日 - FEEL
- 3月31日 - ピチカート・ファイヴ
- 3月 - 鈴木亜美（2004年活動再開）
- 3月 - アット・ザ・ドライヴイン（2011年再結成）
- 3月 - ROUAGE
- 4月20日 - Cocco（2004年活動再開）
- 4月22日 - フィルハーモニア・フンガリカ
- 5月11日 - Aliene Ma'riage
- 5月13日 - 野猿（撤収）
- 5月 - al.ni.co
- 6月20日 - kannivalism（2005年再結成）
- 6月23日 - LU⊃A
- 6月27日 - H.O.T.
- 6月30日 - オブリヴィオン・ダスト（2007年活動再開）
- 7月8日 - 青少年音楽日本連合
- 9月21日 - JIGGER'S SON（2012年再結成）
- 9月27日 - 5ive
- 9月28日 - BOAT
- 9月 - OYSTARS
- 10月 - サヴェージ・ガーデン
- 10月 - L'Arc〜en〜Ciel（2003年活動再開）
- 12月26日 - ステップス
- 12月31日 - MALICE MIZER
- 12月 - FEEL SO BAD

### 年内
- アクア（2007年再結成）
- アナーキー（2013年再結成）
- アナル・カント
- アフガン・ウィッグス（2006年再結成）
- AN-J
- エボニー・ティアーズ
- エラスティカ
- L7
- エレクトロニック
- エレクトリック・ライト・オーケストラ
- エンペラー（2005年再結成）
- オール・セインツ（2006年再結成）
- O-24
- カタトニア
- キャスト（2010年再結成）
- サイレンサー
- サニー・デイ・リアル・エステイト
- ジェイムス
- シトラス
- Sugar Soul
- Switch Style
- sweet velvet
- ソン・フィルトル
- チボ・マット（2011年再結成）
- The Chopsticks
- 太四子
- デス
- DOG HAIR DRESSERS
- ナセンブルテン
- ブレイク・ベイビーズ（再解散）
- ベイブズ・イン・トイランド
- ポポル・ヴー
- Moonchild
- レ・ネグレッセ・ヴェルテ

## 誕生

### 1月〜6月
| 生年月日・年齢        | 名前                   | 出身     | 職業・所属・備考                                    |
| --------------------- | ---------------------- | -------- | --------------------------------------------------- |
| 2001年1月2日（24歳）  | 田辺美月               | 新潟県   | 歌手、SKE48                                         |
| 2001年1月3日（24歳）  | 結崎このみ             | 千葉県   | 声優・歌手、ポポロコネクト                          |
| 2001年1月4日（24歳）  | 奥村野乃花             | 東京都   | 歌手、元虹のコンキスタドール                        |
| 2001年1月5日（24歳）  | 小泉遥香               | 埼玉県   | 歌手、超ときめき♡宣伝部                             |
| 2001年1月5日（24歳）  | 小磯美玖               | 大阪府   | 元歌手、元choco☆milQ                                |
| 2001年1月5日（24歳）  | 春名真依               | 大阪府   | 歌手、元たこやきレインボー                          |
| 2001年1月9日（24歳）  | 竹内唯人               | 東京都   | 歌手                                                |
| 2001年1月17日（24歳） | ami                    |          | 歌手、amiinA                                        |
| 2001年1月18日（24歳） | 富田鈴花               | 神奈川県 | 歌手、日向坂46                                      |
| 2001年1月18日（24歳） | 兵頭葵                 | 愛媛県   | 歌手、STU48                                         |
| 2001年1月21日（24歳） | Guiano                 |          | ボカロP                                             |
| 2001年1月23日（24歳） | 小林柊矢               | 神奈川県 | シンガーソングライター                              |
| 2001年1月24日（24歳） | 田中雅功               | 東京都   | 歌手、さくらしめじ                                  |
| 2001年1月27日（24歳） | 姫里綾美               | 埼玉県   | 歌手、WA-Side                                       |
| 2001年1月29日（24歳） | イ・デフィ             | 韓国     | 歌手、AB6IX/元Wanna One                             |
| 2001年1月29日（24歳） | 井上梨名               | 兵庫県   | 歌手、櫻坂46                                        |
| 2001年1月29日（24歳） | 永井穂花               | 神奈川県 | 元歌手、元ラストアイドル                            |
| 2001年1月31日（24歳） | 小嶋凛                 | 神奈川県 | 歌手、元A応P                                        |
| 2001年2月2日（24歳）  | 牧野真莉愛             | 愛知県   | 歌手、モーニング娘。                                |
| 2001年2月3日（24歳）  | 前川歌音               | 大阪府   | 歌手、元青春高校3年C組                              |
| 2001年2月4日（24歳）  | 春名風花               | 神奈川県 | 声優・女優・元歌手                                  |
| 2001年2月5日（24歳）  | キム・ミンジュ         | 韓国     | 歌手、元IZ*ONE                                      |
| 2001年2月6日（24歳）  | ピーク                 | タイ     | 歌手                                                |
| 2001年2月12日（24歳） | 荻野拓海               | 群馬県   | 歌手                                                |
| 2001年2月14日（24歳） | カモシタサラ           |          | 歌手、インナージャーニー                            |
| 2001年2月15日（24歳） | 丹生明里               | 埼玉県   | 歌手、日向坂46                                      |
| 2001年2月20日（24歳） | 坂口有望               | 大阪市   | 歌手                                                |
| 2001年2月22日（24歳） | 横山玲奈               | 埼玉県   | 歌手、モーニング娘。                                |
| 2001年2月24日（24歳） | 平山舞桜               |          | 歌手、goomiey                                       |
| 2001年2月28日（24歳） | 反田葉月               | 広島県   | タレント・元歌手、なんきんペッパー/元PALET          |
| 2001年3月1日（24歳）  | 小森虹那               | 北海道   | 歌手、SO.ON project/風男塾                          |
| 2001年3月2日（24歳）  | 山田南実               | 北海道   | グラビアアイドル・元歌手、元Pimm's                  |
| 2001年3月8日（24歳）  | 長城祝華               |          | 女優・元歌手、元チーム大王イカ                      |
| 2001年3月8日（24歳）  | 和田桜子               | 愛知県   | 歌手、こぶしファクトリー                            |
| 2001年3月9日（24歳）  | チョン・ソミ           | カナダ   | 歌手、I.O.I                                         |
| 2001年3月12日（24歳） | キム・ミンギュ         | 韓国     | 歌手                                                |
| 2001年3月13日（24歳） | BEOMGYU                | 韓国     | 歌手、TOMORROW X TOGETHER                           |
| 2001年3月14日（24歳） | 中沖凜                 | 富山県   | 元歌手、元アップアップガールズ（2）                 |
| 2001年3月15日（24歳） | 長谷川玲奈             | 新潟県   | 声優・元歌手、元NGT48                               |
| 2001年3月17日（24歳） | 三品瑠香               | 愛知県   | 歌手、わーすた                                      |
| 2001年3月20日（24歳） | 費沁源                 | 中国     | 歌手、SNH48                                         |
| 2001年3月23日（24歳） | 安藤咲桜               | 神奈川県 | 歌手、元つりビット                                  |
| 2001年3月23日（24歳） | ジョナゴールド (2代目) |          | 歌手、りんご娘                                      |
| 2001年3月24日（24歳） | 中野愛理               | 愛知県   | 歌手、SKE48                                         |
| 2001年3月25日（24歳） | 髙田真史帆             | 三重県   | 歌手、TREASURE                                      |
| 2001年3月27日（24歳） | 永野芹佳               | 大阪府   | 歌手、AKB48                                         |
| 2001年4月2日（24歳）  | 南羽諒                 | 大阪府   | 歌手、NMB48                                         |
| 2001年4月3日（24歳）  | 下尾みう               | 山口県   | 歌手、AKB48                                         |
| 2001年4月7日（24歳）  | 中野あいみ             | 神奈川県 | 歌手、ふわふわ                                      |
| 2001年4月11日（24歳） | 貫代実津季             | 三重県   | 歌手、Rupo Time                                     |
| 2001年4月21日（24歳） | 松崎梨央               | 広島県   | 歌手、ふわふわ                                      |
| 2001年4月23日（24歳） | 高倉萌香               | 新潟県   | 歌手、元NGT48                                       |
| 2001年4月26日（24歳） | 内田珠鈴               | 福岡県   | 歌手・モデル                                        |
| 2001年4月30日（24歳） | 小西杏優               |          | 歌手、元つりビット                                  |
| 2001年4月30日（24歳） | 百岡古宵               | 岩手県   | 歌手、開歌-かいか-/元アイドルネッサンス             |
| 2001年5月1日（24歳）  | Cocomi                 | 東京都   | モデル・フルート奏者                                |
| 2001年5月3日（24歳）  | 井出ちよの             | 静岡県   | 歌手、3776/うさぎのみみっく!!                       |
| 2001年5月3日（24歳）  | 奥田茉裕               | 兵庫県   | 歌手、ERROR                                         |
| 2001年5月4日（24歳）  | 尾崎ヒカル             | 北海道   | 歌手、ハープスター                                  |
| 2001年5月7日（24歳）  | 段原瑠々               | 広島県   | 歌手、Juice=Juice                                   |
| 2001年5月8日（24歳）  | 影山優佳               | 東京都   | 歌手、元日向坂46                                    |
| 2001年5月12日（24歳） | 森青葉                 | 東京都   | 歌手、Awww!/元3B junior/元はちみつロケット          |
| 2001年5月16日（24歳） | 鈴木あゆ               | 東京都   | 歌手、アップアップガールズ（仮）/元アイドルカレッジ |
| 2001年5月18日（24歳） | 黒澤美澪奈             | 東京都   | 歌手・タレント、元さくら学院                        |
| 2001年5月20日（24歳） | 後藤萌咲               | 愛知県   | タレント・元歌手、元AKB48                           |
| 2001年5月28日（24歳） | 佐々木莉佳子           | 宮城県   | 歌手、アンジュルム                                  |
| 2001年5月28日（24歳） | 上西怜                 | 滋賀県   | 歌手、NMB48                                         |
| 2001年5月30日（24歳） | Karin.                 | 茨城県   | シンガーソングライター                              |
| 2001年5月31日（24歳） | 月宮ゆに               |          | 歌手、Lore☆Restart                                  |
| 2001年6月6日（24歳）  | 山崎嶺緒/ねお          | 鹿児島県 | ファッションモデル・歌手                            |
| 2001年6月8日（24歳）  | 安田桃寧               | 大阪府   | 歌手、元NMB48                                       |
| 2001年6月11日（24歳） | 椿明来                 | 神奈川県 | YouTuber・元歌手、元KissBee                         |
| 2001年6月16日（24歳） | 森永新菜               | 東京都   | 歌手、アップアップガールズ（2）                     |
| 2001年6月18日（24歳） | 矢吹奈子               | 東京都   | 歌手・モデル、元HKT48/元IZ*ONE/元AKB48              |
| 2001年6月25日（24歳） | 平手友梨奈             | 愛知県   | 歌手・女優、元欅坂46                                |
| 2001年6月26日（24歳） | 井上東万               | 静岡県   | 歌手、元MAGiC BOYZ                                  |
| 2001年6月29日（24歳） | 奥山紗菜               | 愛知県   | 歌手・タレント                                      |
| 2001年6月30日（24歳） | 西田ひらり             | 静岡県   | 歌手、ONE CHANCE                                    |

### 7月〜12月
| 生年月日・年齢         | 名前                 | 出身           | 職業・所属・備考                                                     |
| ---------------------- | -------------------- | -------------- | -------------------------------------------------------------------- |
| 2001年7月2日（24歳）   | ぴーぴる             | 熊本県         | 歌手、963                                                            |
| 2001年7月7日（23歳）   | HICO                 | 大阪府         | 歌手・ダンサー                                                       |
| 2001年7月9日（23歳）   | 五十嵐彩伽           | 千葉県         | 歌手、元ジュネス☆プリンセス/元Chu☆Oh!Dolly                           |
| 2001年7月10日（23歳）  | イザベラ・メルセード | アメリカ合衆国 | 女優・歌手                                                           |
| 2001年7月10日（23歳）  | 森田ひかる           | 福岡県         | 歌手、櫻坂46                                                         |
| 2001年7月14日（23歳）  | 久保史緒里           | 宮城県         | 歌手・モデル、乃木坂46                                               |
| 2001年7月17日（23歳）  | 井上玲音             | 東京都         | 歌手、Juice=Juice/元こぶしファクトリー                               |
| 2001年7月18日（23歳）  | 春乃きいな           | 長崎県         | 歌手、ばってん少女隊                                                 |
| 2001年7月23日（23歳）  | 河田陽菜             | 山口県         | 歌手、日向坂46                                                       |
| 2001年7月23日（23歳）  | メグナー・ミシュラ   | インド         | プレイバックシンガー                                                 |
| 2001年7月23日（23歳）  | 尹材赫               | 韓国           | 歌手、TREASURE                                                       |
| 2001年7月25日（23歳）  | 坂井仁香             | 神奈川県       | 歌手、超ときめき♡宣伝部                                              |
| 2001年7月28日（23歳）  | 椎名るか             | 北海道         | 歌手、元3B junior 元みにちあ☆ベアーズ/元ロッカジャポニカ             |
| 2001年7月31日（23歳）  | 律月ひかる           | 秋田県         | 歌手、いぎなり東北産                                                 |
| 2001年8月4日（23歳）   | 加藤清史郎           | 神奈川県       | 俳優・元歌手                                                         |
| 2001年8月7日（23歳）   | 大西流星             | 兵庫県         | 歌手、なにわ男子                                                     |
| 2001年8月8日（23歳）   | 賀喜遥香             | 栃木県         | 歌手、乃木坂46                                                       |
| 2001年8月8日（23歳）   | 北川悠理             | アメリカ合衆国 | 歌手、元乃木坂46                                                     |
| 2001年8月9日（23歳）   | 佐藤璃果             | 岩手県         | 歌手、乃木坂46                                                       |
| 2001年8月9日（23歳）   | 希崎来実             | 埼玉県         | 歌手、元Loveme Kissme                                                |
| 2001年8月12日（23歳）  | 吉川ひより           | 千葉県         | 歌手、超ときめき♡宣伝部                                              |
| 2001年8月13日（23歳）  | 松本ユウ             |                | 歌手、リュックと添い寝ごはん                                         |
| 2001年8月18日（23歳）  | 武藤潤               | 東京都         | 俳優・歌手、原因は自分にある。                                       |
| 2001年8月20日（23歳）  | 浜田朝光             | 大阪府         | 歌手、TREASURE                                                       |
| 2001年8月24日（23歳）  | 其原有沙             | 東京都         | タレント・元歌手、元乙女新党                                         |
| 2001年8月26日（23歳）  | 826aska              | 福井県         | 歌手                                                                 |
| 2001年8月28日（23歳）  | 樋口なづな           | 静岡県         | 歌手、SUPER☆GiRLS                                                    |
| 2001年8月29日（23歳）  | 藤吉夏鈴             | 大阪府         | 歌手、櫻坂46                                                         |
| 2001年8月31日（23歳）  | 森七菜               | 大分県         | 女優・歌手                                                           |
| 2001年9月6日（23歳）   | 二ノ宮ゆい           | 神奈川県       | 声優・歌手、BEST FRIENDS!                                            |
| 2001年9月6日（23歳）   | 野島樺乃             | 愛知県         | 歌手、et-アンド-/元SKE48                                             |
| 2001年9月9日（23歳）   | ねーぷん             | 福岡県         | 歌手、963                                                            |
| 2001年9月11日（23歳）  | 米田みいな           | 広島県         | 歌手、元ラストアイドル                                               |
| 2001年9月12日（23歳）  | 田中美久             | 熊本県         | 歌手・モデル、元HKT48                                                |
| 2001年9月13日（23歳）  | ソンチャン           | 韓国           | 歌手、NCT                                                            |
| 2001年9月20日（23歳）  | 山内瑞葵             | 東京都         | 歌手、AKB48                                                          |
| 2001年9月21日（23歳）  | 髙橋楓翔             | 埼玉県         | 俳優・元歌手、元MAGiC BOYZ                                           |
| 2001年9月22日（23歳）  | 佐々木麻衣           | 千葉県         | 歌手、ARCANA PROJECT                                                 |
| 2001年9月23日（23歳）  | ライ・グァンリン     | 台湾           | 歌手、元Wanna One                                                    |
| 2001年9月27日（23歳）  | 中村麗乃             | 東京都         | 歌手、乃木坂46                                                       |
| 2001年10月3日（23歳）  | 遠藤さくら           | 愛知県         | 歌手・モデル、乃木坂46                                               |
| 2001年10月6日（23歳）  | 本田仁美             | 栃木県         | 歌手、元AKB48/元IZ*ONE                                               |
| 2001年10月10日（23歳） | 奥田弦               | 埼玉県         | ピアニスト                                                           |
| 2001年10月12日（23歳） | 飯島颯               | 東京都         | 歌手、SUPER★DRAGON                                                   |
| 2001年10月14日（23歳） | 松永あかね           | 三重県         | 声優・歌手、BEST FRIENDS!                                            |
| 2001年10月18日（23歳） | 張織慧               | 岡山県         | 歌手、元STU48                                                        |
| 2001年10月22日（23歳） | チョ・ユリ           | 韓国           | 歌手、元IZ*ONE                                                       |
| 2001年10月23日（23歳） | 高田彪我             | 東京都         | タレント・歌手、さくらしめじ                                         |
| 2001年10月24日（23歳） | YUUGA                | 佐賀県         | 歌手、風男塾                                                         |
| 2001年10月25日（23歳） | 川瀬あやめ           | 神奈川県       | 歌手、ukka                                                           |
| 2001年10月29日（23歳） | 大芝りんか           | 埼玉県         | 歌手、SKE48                                                          |
| 2001年10月29日（23歳） | 早坂美咲             | 東京都         | 歌手、MUCHABRIS                                                      |
| 2001年10月31日（23歳） | 金川紗耶             | 北海道         | 歌手、乃木坂46                                                       |
| 2001年11月6日（23歳）  | 藤井菜央             | 広島県         | 歌手、吉本坂46                                                       |
| 2001年11月7日（23歳）  | 塚本颯来             | 長野県         | タレント・元歌手、元みにちあ☆ベアーズ 元3B junior/元はちみつロケット |
| 2001年11月10日（23歳） | 阪口珠美             | 東京都         | 歌手、元乃木坂46                                                     |
| 2001年11月10日（23歳） | 夢羽菜               | 神奈川県       | 歌手、フラミングの法則                                               |
| 2001年11月11日（23歳） | KANA                 | 千葉県         | モデル・歌手                                                         |
| 2001年11月14日（23歳） | 菅原早記             | 岡山県         | 歌手、元STU48                                                        |
| 2001年11月19日（23歳） | 菅まどか             | 東京都         | 声優・歌手、Gothic×Luck                                              |
| 2001年11月20日（23歳） | 高井千帆             | 東京都         | 歌手、B.O.L.T/元ロッカジャポニカ 元3B junior/元みにちあ☆ベアーズ     |
| 2001年11月22日（23歳） | チョンロ             | 中華人民共和国 | 歌手、NCT                                                            |
| 2001年11月26日（23歳） | 元木湧               | 東京都         | 歌手、少年忍者                                                       |
| 2001年11月30日（23歳） | 彩香                 |                | 歌手、りんご娘                                                       |
| 2001年12月2日（23歳）  | 柿崎芽実             | 長野県         | 歌手、元日向坂46                                                     |
| 2001年12月4日（23歳）  | 大槻理子             | 東京都         | 歌手・グラビアアイドル、元衛星とカラテア                             |
| 2001年12月7日（23歳）  | 山下彩耶             | 北海道         | 歌手、元夢みるアドレセンス/元Ta-Colors                               |
| 2001年12月12日（23歳） | イ・スジン           | 韓国           | 歌手、Weeekly                                                        |
| 2001年12月17日（23歳） | 小野田紗栞           | 静岡県         | 歌手、つばきファクトリー                                             |
| 2001年12月18日（23歳） | 小畑優奈             | 愛知県         | 歌手、元SKE48                                                        |
| 2001年12月18日（23歳） | ビリー・アイリッシュ | アメリカ合衆国 | シンガーソングライター                                               |
| 2001年12月20日（23歳） | 公野舞華             | 東京都         | 歌手、Awww! 元3B junior/元はちみつロケット                           |
| 2001年12月22日（23歳） | 大森莉緒             | 愛知県         | 歌手、元ラストアイドル                                               |
| 2001年12月26日（23歳） | 網代聖人             | 兵庫県         | 歌手、Zero PLANET                                                    |
| 2001年12月26日（23歳） | 小栗有以             | 東京都         | 歌手・モデル、AKB48                                                  |
| 2001年12月26日（23歳） | RUNA                 | 福岡県         | 歌手                                                                 |
| 2001年12月30日（23歳） | 珠花                 | 愛知県         | 歌手、Rupo Time                                                      |
| 月日不明               | KAHOH                | 和歌山県       | シンガーソングライター                                               |
| 月日不明               | 空音                 | 兵庫県         | ヒップホップMC                                                       |

## 死去
- 2月4日 - ヤニス・クセナキス（ ギリシャ、作曲家、*1922年）
- 2月4日 - J・J・ジョンソン（ アメリカ合衆国、ジャズトロンボーン奏者、*1924年）
- 2月19日 - シャルル・トレネ（ フランス、シャンソン歌手、*1913年）
- 3月18日 - ジョン・フィリップス（ アメリカ合衆国、ママス&パパスのメンバー、*1935年）
- 3月29日 - ジョン・ルイス（ アメリカ合衆国、ジャズミュージシャン、*1920年）
- 4月7日 - 並木路子（東京都、歌手、*1921年）
- 4月14日 - 三波春夫（新潟県、歌手、*1923年）
- 4月15日 - ジョーイ・ラモーン（ アメリカ合衆国、ラモーンズのメンバー、*1951年）
- 4月16日 - 河島英五（大阪府、歌手、*1952年）
- 4月20日 - ジュゼッペ・シノーポリ（ イタリア、指揮者、*1946年）
- 5月12日 - ペリー・コモ（ アメリカ合衆国、歌手、*1912年）
- 5月17日 - 團伊玖磨（東京都、作曲家、*1924年）
- 6月21日 - ジョン・リー・フッカー（ アメリカ合衆国、ブルース歌手・ギタリスト、*1917年）
- 6月30日 - チェット・アトキンス（ アメリカ合衆国、ギタリスト、*1924年）
- 7月1日 - ハリーナ・チェルニー＝ステファンスカ（ ポーランド、ピアニスト、*1922年）
- 8月25日 - アリーヤ（ アメリカ合衆国、歌手・女優、*1979年）
- 9月22日 - アイザック・スターン（ アメリカ合衆国、ヴァイオリニスト、*1920年）
- 10月15日 - 日詰昭一郎（ベーシスト・シンガーソングライター、*1957年）
- 10月17日 - ジェイ・リビングストン（ アメリカ合衆国、作曲家、*1915年）
- 10月25日 - 松平頼則（東京都、作曲家、*1907年）
- 11月16日 - トミー・フラナガン（ アメリカ合衆国、ジャズピアニスト、*1930年）
- 11月29日 - ジョージ・ハリスン（ イギリス、元ビートルズのメンバー、*1943年）
- 12月13日 - チャック・シュルディナー（ アメリカ合衆国、デスのメンバー、*1967年）
- 12月16日 - スチュアート・アダムソン（ イギリス、ギタリスト、*1958年）
- 12月18日 - ジルベール・ベコー（ フランス、シャンソン歌手、*1927年）
- 12月19日 - マルセル・ミュール（ フランス、クラシックサクソフォーン奏者、*1901年）
- 12月29日 - 朝比奈隆（東京都、指揮者、*1908年）